# دالا (بوتان)
دالا (به لاتین: Dala) یک منطقهٔ مسکونی در بوتان (کشور) است که در استان چوخا واقع شده‌است.
 دالا  ۱,۶۵۲ نفر جمعیت دارد.